# Peter Herzog
Peter Herzog, född 1 augusti 1987, är en friidrottare från Österrike. Han deltog vid olympiska sommarspelen 2020.